# 乡长
乡长、镇长是民国时期开始，在中国农村地区，管理乡、镇政务的行政长官。与乡镇平级的内蒙古自治区苏木的行政长官则称苏木达。

## 历史
中国自秦汉以来，地域广大的农村地区，县以下的行政区单位为乡、镇。中央政府所在的国家政权仅设置县政权。县以下，在唐朝以前以乡里制管理，明清时以保甲制管理。乡、镇的行政职能由胥吏、差役及里甲、乡地、保甲人员管理。此类人员均非政府行政人员。
清末，立宪运动时期，清政府开始推行新的地方管理体制，创建乡镇级地方自治行政机构。研究者认为，清末至北洋政府时，中国乡镇管理者的身份属于“绅”，而不是“官”。

## 中华民国

### 大陆时期
1929年6月，国民政府颂布《县组织法》，其中规定：在区、乡（镇）实行自治制度（乡镇之下为闾、邻），区长、乡（镇）长直接民选。在1930年代起，国民政府由于剿共需要，实际上以保甲制取代了乡镇自治制度。

### 臺灣时期
中華民國，鄉長為成年有投票權的鄉民直選，為該鄉首長，辦公處所為鄉公所。

## 中华人民共和国
中華人民共和國行政体系中，乡级人民政府是最末级的政府层级，乡长、镇长的行政级别相同，一般为正科级，低于县长。由于党领导一切的行政体系，乡长、镇长在同级的中国共产党地方委员会中，兼任常务委员，党内的职务多次于党委书记:62。一般担任该乡镇的党委副书记，是乡级行政区的第二把手。
乡长、镇长与省长、市长等各级地方行政首长类似，由地方各级人民代表大会通差额选举产生。地方各级人民代表大会在一定条件下，可提出本级人民政府行政首长的罢免案:61。目前中国已经推动乡长直选。

## 相關
- 鄉公所
- 鄉民代表大會
- 鄉民代表
- 以黨領政